# A Violent Separation
Az A Violent Separation egy 2019-es thriller/dráma, melyet Michael Arkof írt, Kevin és Michael Goetz rendezett. Főszereplői Brenton Thwaites, Alycia Debnam-Carey, Ben Robson és Claire Holt.

## Cselekmény
Egy csendes középnyugati városban Norman, a fiatal seriff-helyettes segít bátyjának, Raynek elfedni egy általa elkövetett gyilkosságot, de egyik férfi sincs felkészülve arra, ami ezután következik. Norman, és a Ray által meggyilkolt áldozat húga, Frances között ugyanis szerelem bontakozik ki. A nyomozás komoly megpróbáltatás elé állítja a családi kötelékeket, az események az erkölcsi dilemma és a hűség határán egyensúlyoznak. Kétségbeesetten próbál mindenki helyesen cselekedni, miközben mindannyian helytelen dolgokat tesznek.

## Szereplők
- Brenton Thwaites – Norman Young, seriff-helyettes
- Alycia Debnam-Carey – Frances Campbell
- Ben Robson – Ray Young, Norman bátyja
- Claire Holt – Abbey Campbell, Frances nővére
- Francesca Eastwood – El Camino
- Gerald McRaney – Tom Campbell, Frances és Abbey apja
- Ted Levine – Ed Quinn, heriff
- Michael Malarkey – Clinch
- Peter Michael Goetz – Riley
- Bowen Hoover – Liam
- Cotton Yancey – Bob
- Morley Nelson – Shane
- Jason Edwards – Fred
- Lynn Ashe – Patty
- Dane Rhodes – Hank
- Silas Cooper – sürgősségi orvos
- Donna Duplantier – recepciós
- Dustin Arroyo – fiatal helyettes
- Patrick Kirton – pap
- Kim Collins – a 'Whispering Pig' pub tulajdonosa
- William McGovern – bolttulajdonos
- Mylo Herrington – fiatal Norman
- Creasy Gates – fiatal Ray
- Izzy Gasperz – fiatal Frances
- Hadessa Huval – fiatal Abbey

## Produkció

### Szereplőválogatás
2017. október 19-én a Deadline adta hírül, hogy Brenton Thwaites és Ben Robson lesznek a bűnügyi thriller főszereplői, mellettük pedig Alycia Debnam-Carey, Claire Holt, Francesca Eastwood, Gerald McRaney és Ted Levine is csatlakoznak a szereplőgárdához.

### Forgatás
A forgatás 2017 októberében vette kezdetét Louisianában, a felvételek november 3-án értek véget.

## Bemutató
A film bemutatójára 2019. május 13-án került sor Santa Monicában a Laemmle Monica Film Centerben.